# Roberto Ballesteros
Roberto Ballesteros (Torreón, 22 de março de 1952) é um ator mexicano de telenovelas.

## Biografia
Roberto Ballesteros é um ator mexicano conhecido por suas atuações em telenovelas , e personagens antagônicos, já trabalhou con vários diretores e produtores, entre eles Valentín Pimstein, Angelli Nesma Medina e Salvador Mejía Alejandre, sempre encarnando antagonistas em suas telenovelas. Foi casado com a também atriz Azela Robinson.
Roberto se caracterizou por seus papéis de vilão ao longo de sua carreira, também já atuou em mais de 20 filmes, e 40 telenovelas entre as que se destacam estão Pobre señorita Limantour, Rosa salvaje, Simplemente María, La Pícara Soñadora, Maria Mercedes, Maria do Bairro, Cañaveral de pasiones, María Isabel e recientemente Palabra de mujer e Camaleones.
Em 2010 interpretou a 'Bernardo Izquierdo' na produção de Angelli Nesma Medina intitulado Llena de amor. Também atuou em séries mexicanas como El pantera, Tiempo Final e Mujeres Asesinas.
Em 2012 Roberto aceitou ser el malvado juiz 'Raúl Mendoza', na telenovela Por ella soy Eva, na a história protagonizada por Lucero e Jaime Camil, produzida por Rosy Ocampo, na qual é o braço direito de 'Plutarco Ramos' personagem de Marcelo Córdoba.
Em alguns meios de comunicação foi publicado erroneamente que o ator nasceu no Peru. O próprio ator negou essa informação e exibiu a sua certidão de nascimento para confirmar que nasceu na cidade mexicana de Torreón.

## Telenovelas
- Vencer la culpa (2023) - Everardo Govea Posada
- Cabo (2022-2023) - Fausto Cabrera
- Buscando a Frida (2021) - Fabio Pedroza
- Por amar sin ley (2018-2019) - Jaime Ponce
- Tres veces Ana (2016-2017) - Tadeo Nájera
- Lo imperdonable (2015) - Joaquín Arroyo
- Hasta el fin del mundo (2014-2015) - Comandante Félix Tavares
- Qué bonito amor (2012-2013) - Comandante Leonardo Derecho
- Por ella soy Eva (2012) .... Raúl Mendoza
- Llena de amor (2010-2011) .... Bernardo Izquierdo
- Camaleones (2009-2010) .... Ricardo Calderón
- Palabra de mujer (2007-2008) .... Genaro Arreola
- Código postal (2006-2007) .... Bruno Zubieta
- La esposa virgen (2005) .... Cristóbal
- Contra viento y marea (2005) .... Arcadio
- Apuesta por un amor (2005) .... Justo Hernández
- Amarte es mi pecado (2004) ... Marcelo Previni
- Amar otra vez (2003-2004) .... Julio Morales
- Niña... amada mía (2003) .... Melchor Arrieta
- Navidad sin fin (2001) .... Casimiro
- Sin pecado concebido (2001) .... Epigmenio Nava
- Mujer bonita (2001) .... Servando
- El precio de tu amor (2000-2001) .... Rodolfo Galván
- Por tu amor (1999) .... Sandro Valle
- Cuento de Navidad (1999) .... Gonzalo / Sr. Penumbra
- El diario de Daniela (1998-1999) .... Arturo Barto
- Preciosa (1998) .... Sandor
- Rencor apasionado (1998) .... Carmelo Camacho
- María Isabel (1997) .... Armando Noguera
- Mi querida Isabel (1997) .... Federico
- Canavial de Paixões (1996) .... Rufino Mendoza
- A tocha acesa (1996) .... Vicente Guerrero
- Maria José (1995) .... Joel
- Maria do Bairro (1995) .... Fantasma
- El vuelo del águila (1994-1995) .... Vicente Guerrero
- Maria Mercedes (1992-1993) .... Cordelio Cordero Manso
- La Pícara Soñadora (1991) .... Adolfo Molina
- Mi pequeña Soledad (1990) .... Mateo Villaseñor
- Simplemente María (1989-1990) .... Arturo D'Angelle
- Quinceañera (1987-1988) .... Antonio
- Rosa salvaje (1987-1988) .... Dr. Germán Laprida
- Pobre señorita Limantour (1983) .... Germán
- Pobre juventud (1987) .... Néstor de la Peña
- Vivir un poco (1985) .... Marcos Llanos del Toro
- Los años felices (1984) .... Angelo
- Amalia Batista (1983) .... Macario
- Cuando los hijos se van (1983) .... Julio Francisco "Kiko" Mendoza
- Soledad (1980) .... Martín
- Veronica (1980) .... Lisandro
- Colorina (1980) .... Julian
- Los ricos también lloran (1979) .... Camarero
- Viviana (1978) .... José Aparicio

## Prêmios e nomeações

### Prêmios TVyNovelas
| Ano             | Categoroa              | Telenovela            | Resultado |
| --------------- | ---------------------- | --------------------- | --------- |
| TVyNovelas 2006 | Melhor ator antagônico | La esposa virgen      | Indicado  |
| TVyNovelas 1997 | Melhor ator antagônico | Cañaveral de pasiones | Ganhador  |
| TVyNovelas 1993 | Melhor ator antagônico | María Mercedes        | Indicado  |
| TVyNovelas 1990 | Melhor ator antagônico | Simplemente María     | Indicado  |